# Victoria (Kansas)
Pour les articles homonymes, voir Victoria.
Victoria est une municipalité américaine située dans le comté d'Ellis au Kansas. Lors du recensement de 2010, sa population est de 1 214 habitants.
Elle est connue pour sa basilique Saint-Fidèle.

## Basilique Saint-Fidèle
Cette basilique mineure a été édifiée entre 1908 et 1911 par des immigrés catholiques allemands venus de l'Empire russe (Allemands de la Volga) et de l'Empire allemand, encadrés par des pères capucins allemands.  Édifiée en pierre calcaire, c'est à l'époque l'une des édifices les plus hauts de la Grande Plaine avec ses tours jumelles en façade mesurant 141 pieds (43 mètres) de hauteur, en tout 220 pieds (67 mètres) à partir des fondations. Elle est inscrite au registre national des lieux historiques, depuis le 14 mai 1974. Elle est dédiée à saint Fidèle de Sigmaringen.